# Laterrière (Québec)
Pour les articles homonymes, voir Laterrière.
Laterrière, ou Grand-Brûlé, est un secteur de l'arrondissement Chicoutimi de la ville de Saguenay, au Québec (Canada).
Située à l’amont de la rivière Chicoutimi et de la Rivière-du-Moulin, sur un plateau qui s’étend de Chicoutimi à la Réserve faunique des Laurentides, elle est la quatrième ancienne municipalité en importance constituant la ville de Saguenay (après Chicoutimi, Jonquière et La Baie, etc.) avec ses 5 351habitants. On appelle ses résidents les Laterrois et les Laterroises.

## Historique
Fondée en 1842, la mission de Notre-Dame-de-Laterrière, un projet de colonisation du père Jean-Baptiste Honorat sera la base du peuplement de ce secteur. Elle est proclamée paroisse du Diocèse de Chicoutimi le 8 mars 1859. Constituant une « colonie libre » dans un Saguenay possédé à l’époque en grande partie par les entreprises forestières de Price et McLeod, l’agriculture sera la base de l’économie de la paroisse érigée canoniquement en 1883. L’exploitation forestière dans le secteur du lac Kénogami et la construction du barrage Portage-des-Roches marquent le début du XXe siècle. Une partie de Laterrière devient un village en 1921.
À partir des années 1950, époque de la construction du boulevard Talbot, la population ne cesse de croître et plusieurs infrastructures se développent pour assurer les services aux nouveaux développements résidentiels. En 1983, le village de Laterrière et la paroisse de Notre-Dame-de-Laterrière fusionnent. En 1989, une aluminerie de l’Alcan y est mise en opération et le village devient une ville.
Le 18 février 2002, la Ville de Laterrière est intégrée à ville de Saguenay et son territoire devient le district numéro 16.
Le 20 avril 2012, le ministre délégué aux mines, Monsieur Serge Simard, annonce en présence du maire de Saguenay, Jean Tremblay, et du conseiller municipal Luc Blackburn l'octroi d'une subvention de 2,5 M$ pour la construction d'un centre multisport à Laterrière. Ce projet de 5M$ au total verra le jour en 2013.
Le 27 mai 2012, la ville de Saguenay annonce la découverte d'une nappe phréatique d'envergure située dans le secteur Laterrière de l'arrondissement Chicoutimi.

## Économie

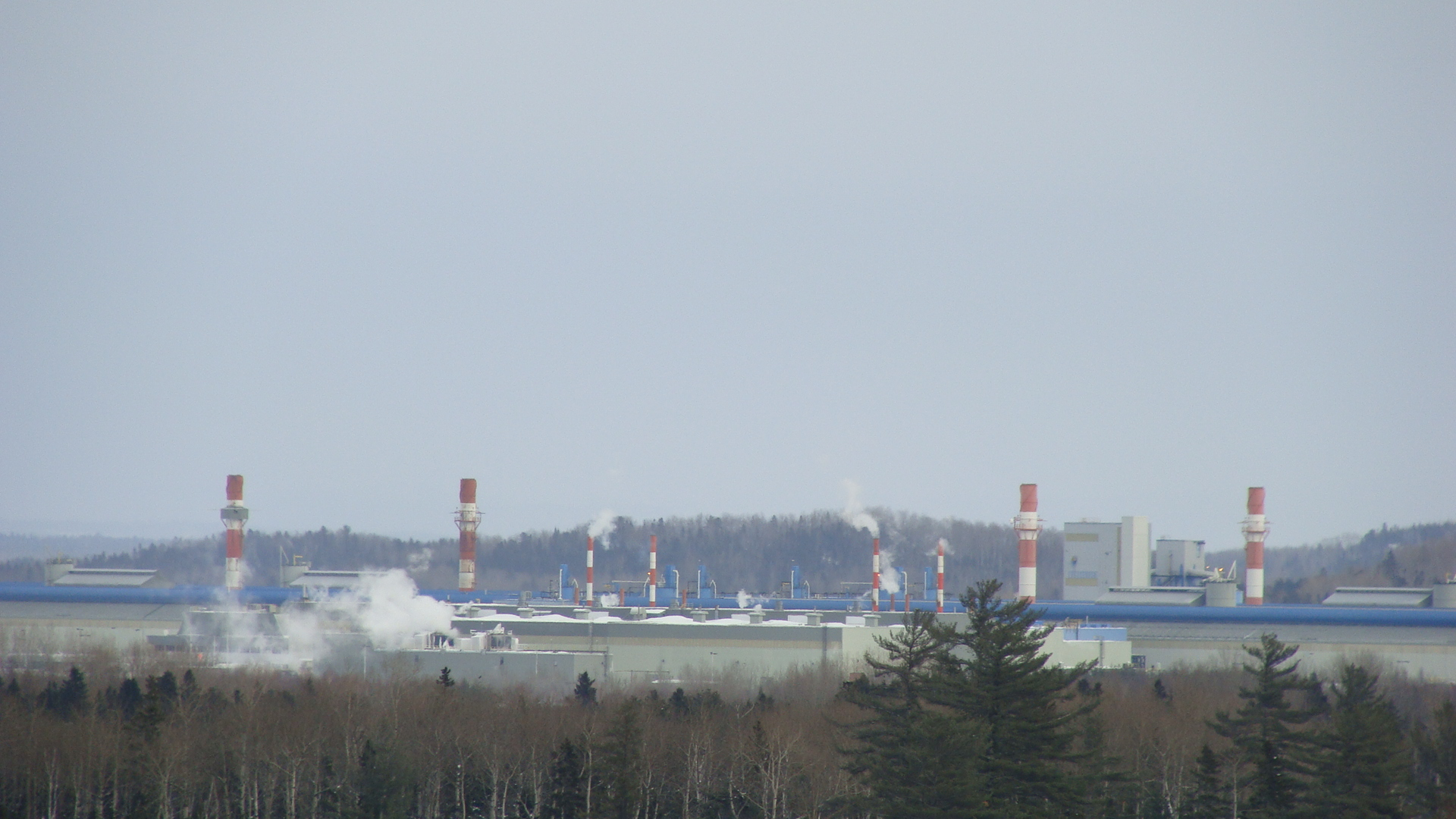
Usine Rio Tinto Alcan à Laterrière.

L’économie de Laterrière repose principalement sur la production d’aluminium et exploitation forestière. Elle possède le titre de banlieue puisque plus de 55 % des travailleurs laterrois migrent quotidiennement vers Chicoutimi.

## Démographie
Laterrière a vu sa population passer de 855 habitants en 1900 à 1 955 habitants en 1960. En 2008, elle comptait 4 969 habitants.

## Géographie

### Territoire

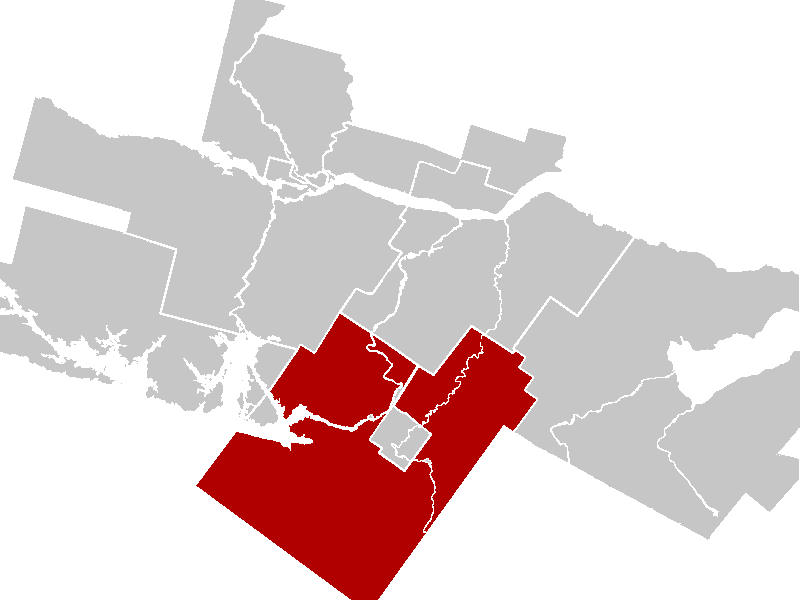

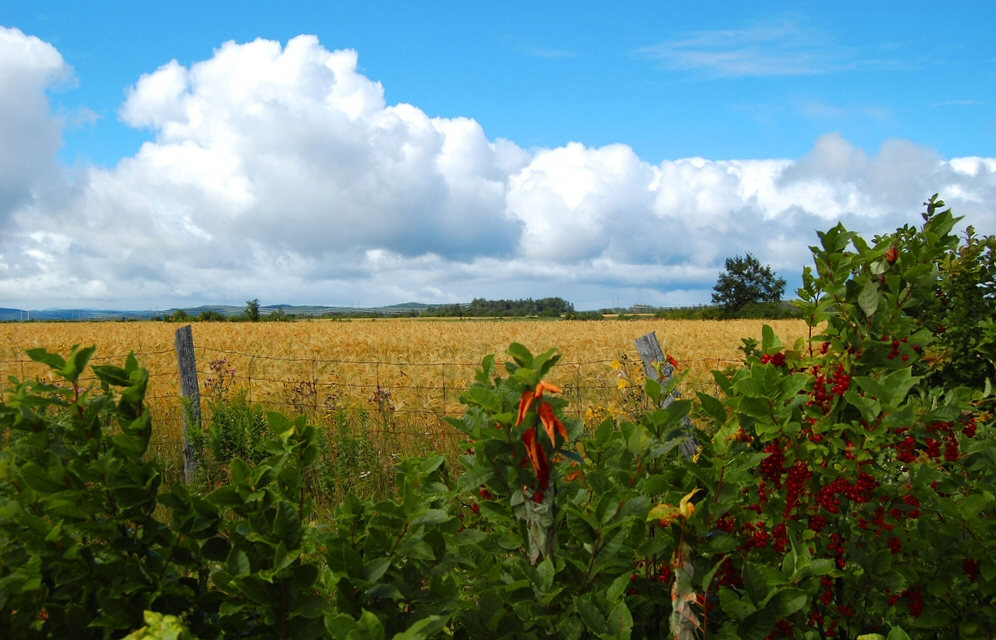
Champ à Laterrière.

Le secteur Laterrière est dans la partie sud de la ville de Saguenay. Traversé par la rivière Chicoutimi et la Rivière-du-Moulin, il est délimité par Chicoutimi au Nord, l'arrondissement La Baie à l'Est, la Zec Mars-Moulin au Sud-Est, la réserve faunique des Laurentides au  Sud, Lac-Kénogami à l'Ouest et l'arrondissement Jonquière au Sud-Ouest.
15e plus grand secteur de Saguenay, Laterrière couvre 1,000,000km2 soit 20,4 % de la superficie totale de la ville.

## Attrait
- Moulin à eau du Père Honorat de Laterrière à Saguenay

### Culture

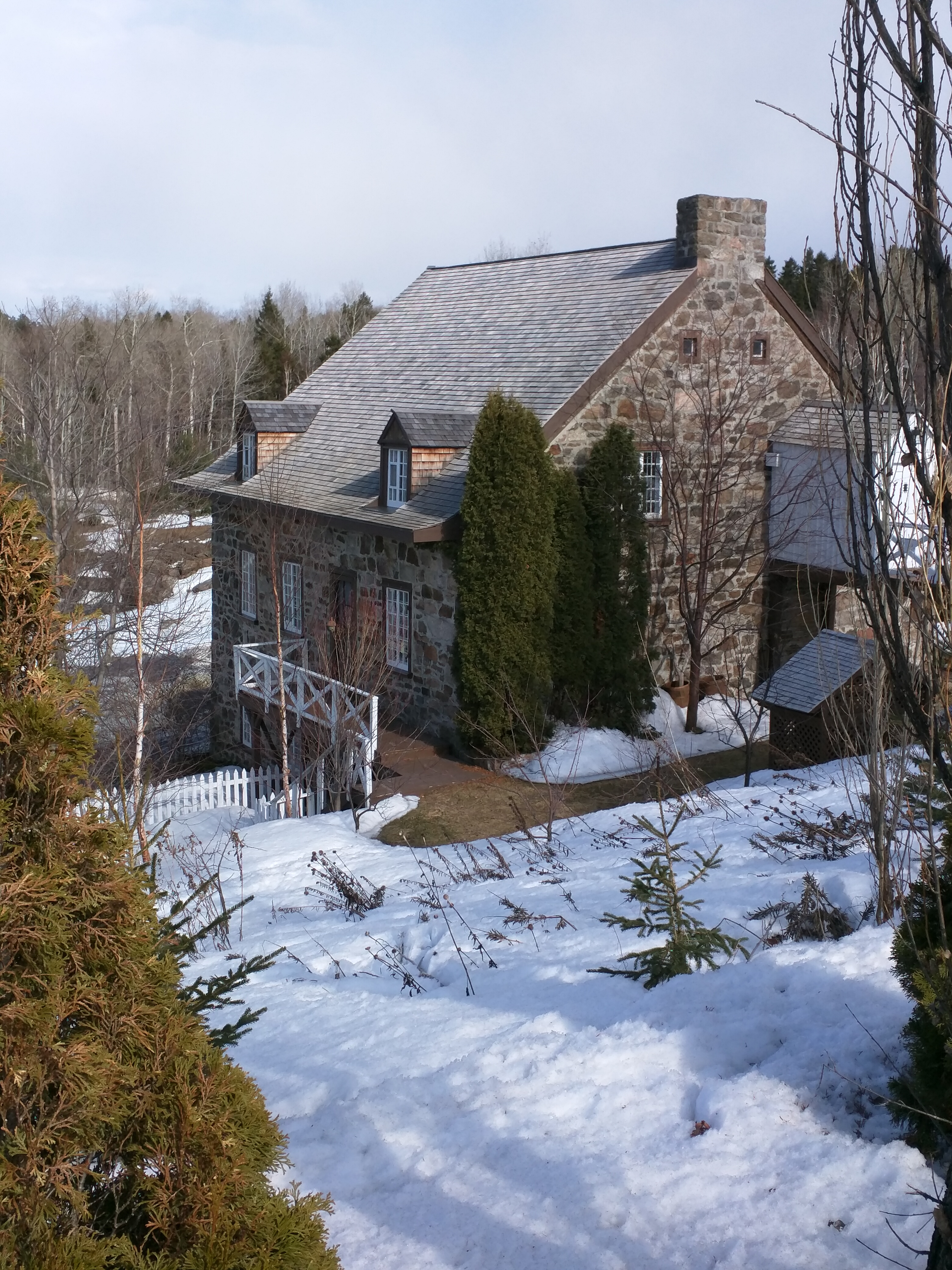
Moulin à scie et à farine du père Honorat.

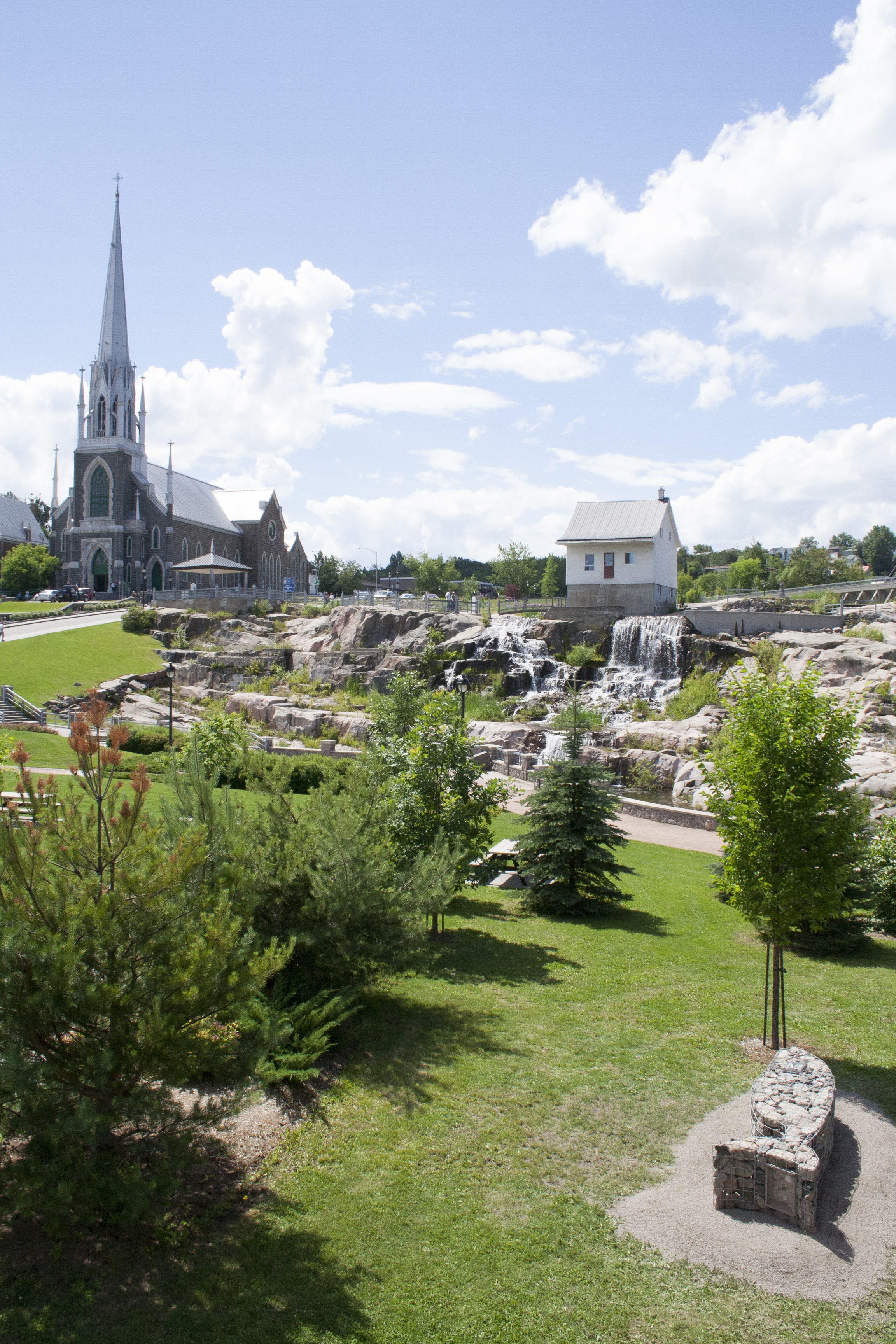
Tacon Site du Savoir-Faire, parc du Bassin, Chicoutimi (2007)

En mai 1846, un moulin à scie est érigé et en juin 1849, le moulin possède désormais deux vocations : scier le bois et moudre le grain. Après le départ du père Honorat, Jules Gauthier en 1854 achète les installations des Oblats et assure de ce fait la continuité au sein de cette communauté. La famille Gauthier opère le moulin à farine et le moulin à scie de 1853 à 1960. Ce savoir-faire familial joue un rôle important dans le développement économique de Laterrière. En 2007, le collectif d’artistes Interaction Qui affirme ce trait identitaire en implantant le Tacon Site du Savoir-Faire dans le cadre de la Grande Marche des Tacons-Sites. Laterrière devient ainsi dépositaire du marqueur identitaire fondé sur les habiletés et les connaissances des familles colonisatrices qui ont mis en place les éléments de prospérité économique de notre région.

### Éducation
Laterrière possède deux écoles primaires (l'école primaire Notre-Dame et l'école primaire Des Jolis-Prés). La municipalité possède également une bibliothèque municipale et une maison des jeunes.